# Golders Green
Golders Green er et sted i Barnet i London. Det er først og fremmest et handleområde omkring Golders Green Road.
Kollektivtransporten ivaretages af Golders Green undergrundsstation, en lokalbusstation og en busterminal for langdistanceruter.
Siden begyndelsen af 1900-tallet har det været et stærkt jødisk miljø i Golders Green. Dette har resulteret i flere kosherbutikker og -restauranter, samt specielle boliger for unge jøder i etableringsfasen. Dunstan Road synagoge blev åbnet i 1922, og siden har flere andre fulgt. Under vinterfestivalen hanukká tændes et lys i en niarmet lysestage, en hanukkiá, hver aften.
51°34′24″N 0°11′54″V / 51.5734°N 0.1982°V